# 蕾 〜tsubomi〜
『蕾 〜tsubomi〜』（つぼみ）は、2009年2月18日に発売された下川みくにの15作目のシングル。
販売元はポニーキャニオン。

## 概要
『蕾』は、テレビ東京系アニメ『BLUE DRAGON 天界の七竜』の4曲目のエンディングテーマ（第40話 - 第51話）として放送されていた（なお、同じく1曲目のエンディングテーマとして放送されていた『蕾』（JiLL-Decoy association）とは別の曲）。
ジャケット写真は、線路の上に立つ下川の姿。
『蕾』は、世界各国を旅した下川が、ソロデビューしてからのこの10年間を振り返って思ったことを綴った内容であるという。
なお、『蕾』以外の収録曲は、現時点では本シングルのみの収録となっている。

## 収録曲
1. 蕾 〜tsubomi〜 [5:28]
作詞：下川みくに、作曲：ats-、編曲：松ヶ下宏之
2. ユメミルキミヘ [3:50]
作詞：下川みくに・Shoko、作曲：下川みくに、編曲：藤澤慶昌
3. tomorrow -上海ライブ録音- [3:31]
4. もう一度君に会いたい -上海ライブ録音- [8:00]

## 収録アルバム
- Heavenly（『蕾 〜tsubomi〜』）
- 翼 〜Very Best of Mikuni Shimokawa〜（『蕾 〜tsubomi〜』）